# Peter Schmidhuber
Peter Schmidhuber (München, 15 december 1931 – 26 december 2020) was een politicus van Duitse afkomst. Tussen 1978 en 1987 was hij minister van Federale en Europese Zaken in de deelstaat Beieren. Vervolgens was hij tussen 1987 en 1989 Europees commissaris voor Economische Zaken.

## Biografie
Schmidhuber studeerde van 1951 tot 1960 Rechten en Economie aan de Ludwig Maximilians-Universiteit in München. Na zijn afstuderen was hij tussen 1960 en 1966 lid van de gemeenteraad van München. Daarnaast was hij tussen 1961 en 1966 ambtenaar op het Ministerie van Financiën van de deelstaat Beieren. In oktober 1965 werd Schmidhuber gekozen voor de Bondsdag. Deze functie zou hij, met een onderbreking tussen 1969 en 1972, bekleden tot en met december 1978. In oktober 1978 werd Schmidhuber benoemd tot minister van Federale en Europese Zaken in zijn eigen deelstaat. In september 1987 werd hij, na het overlijden van Alois Pfeiffer, benoemd tot Europees commissaris. Schmidhuber bleef Europees commissaris tot en met januari 1995.
Hij overleed op 89-jarige leeftijd.

## Publicaties
- Die Europäische Gemeinschaft darf nicht zu einer Umverteilungsmaschine werden, EG Magazin, 15. Dec. 1986, S. 3.